# ロイシンtRNAリガーゼ
ロイシンtRNAリガーゼ(Leucine—tRNA ligase、EC 6.1.1.4)は、以下の化学反応を触媒する酵素である。
ATP + L-ロイシン + RNA{\displaystyle \rightleftharpoons }AMP + 二リン酸 + L-ロイシルtRNALeu
従って、この酵素は、ATPとL-ロイシンとRNAの3つの基質、AMPと二リン酸とL-ロイシルtRNALeuの3つの生成物を持つ。
この酵素はリガーゼに分類され、特にアミノアシルtRNAと関連化合物に炭素-酸素結合を形成する。系統名はL-ロイシン:tRNATyrリガーゼ(AMP生成)(L-leucine:tRNATrp ligase (AMP-forming))である。ロイシルtRNAシンセターゼ、ロイシントランスラーゼ等とも呼ばれる。この酵素は、バリン、ロイシン、イソロイシンの生合成及びアミノアシルtRNAの生合成に関与している。

## 構造
2007年末時点で、5個の構造が解かれている。蛋白質構造データバンクのコードは、1WKB、1WZ2、2AJG、2AJH、2AJIである。